# Yannik Angenend
Yannik Angenend (* 13. Juli 2000 in München) ist ein deutscher Snowboarder. Er startet in den Disziplinen Parallelslalom und Parallel-Riesenslalom.

## Werdegang
Angenend, der für den FC Lengdorf startet, lief im Oktober 2015 in Landgraaf seine ersten Rennen im Europacup und belegte dabei den 55. und den 52. Platz im Parallel-Riesenslalom. Bei den Juniorenweltmeisterschaften 2016 in Rogla kam er auf den 42. Platz im Parallelslalom und auf den 41. Rang im Parallel-Riesenslalom. Im folgenden Jahr errang er bei den Juniorenweltmeisterschaften 2017 in Klínovec den 14. Platz im Parallel-Riesenslalom. Im Snowboard-Weltcup debütierte er im Januar 2018 in Bad Gastein, wo er den 57. Platz im Parallelslalom belegte. Bei den Juniorenweltmeisterschaften 2018 in Cardrona fuhr er auf den 19. Platz im Parallelslalom und auf den sechsten Rang im Parallel-Riesenslalom und bei den Juniorenweltmeisterschaften 2019 in Rogla auf den 25. Platz im Parallelslalom sowie auf den 11. Rang im Parallel-Riesenslalom. In der Saison 2019/20 erreichte er mit vier Top-Zehn-Platzierungen im Europacup, darunter Platz zwei im Parallel-Riesenslalom in Gudauri, den zweiten Platz in der Parallel-Riesenslalom-Disziplinenwertung. Bei den Weltmeisterschaften Anfang März 2021 in Rogla errang er den 33. Platz im Parallelslalom. In der Saison 2021/22 erreichte er in Carezza mit Platz zehn im Parallel-Riesenslalom seine erste Top-Zehn-Platzierung im Weltcup und qualifizierte sich damit für die Olympischen Winterspiele 2022 in Peking. Dort belegte er den 13. Platz im Parallel-Riesenslalom.

## Erfolge

### Olympische Spiele
- 2022 Peking: 13. Parallel-Riesenslalom

### Weltmeisterschaften
- 2021 Rogla: 33. Parallelslalom
- 2023 Bakuriani: 26. Platz Parallelslalom, 30. Platz Parallel-Riesenslalom
- 2025 Engadin: 22. Platz Parallelslalom, 31. Platz Parallel-Riesenslalom

### Weltcupwertungen
| Saison  | Parallel | Parallel | Parallel-Riesenslalom | Parallel-Riesenslalom | Parallelslalom | Parallelslalom |
| Saison  | Punkte   | Platz    | Punkte                | Platz                 | Punkte         | Platz          |
| ------- | -------- | -------- | --------------------- | --------------------- | -------------- | -------------- |
| 2017/18 | 13,4     | 89.      | –                     | –                     | 13,4           | 72.            |
| 2018/19 | 31,6     | 70.      | –                     | –                     | 31,6           | 54.            |
| 2019/20 | 97,5     | 58.      | 81,4                  | 56.                   | 16,1           | 60.            |
| 2020/21 | 21       | 39.      | 13                    | 36.                   | 8              | 40.            |
| 2021/22 | 64       | 32.      | 41                    | 30.                   | 23             | 32.            |
| 2022/23 | 63       | 31.      | 33                    | 28.                   | 30             | 30.            |
| 2023/24 | 28       | 34.      | 28                    | 31.                   | –              | –              |
| 2024/25 | 74       | 32.      | 54                    | 31.                   | 20             | 33.            |